# Thomas J. Ahrens
Thomas Julian Ahrens (25 de abril de 1936-24 de noviembre de 2010) fue un licenciado y catedrático estadounidense.

## Biografía
Estudió Licenciatura en Ciencias, en el Instituto de Tecnología de Massachusetts (1957); obtuvo una maestría universitaria en ciencias en el Instituto Tecnológico de California (1958) y un doctorado en el Instituto Politécnico Rensselaer (1962).

Fue geofísico de la Corporación Panamericana de Petróleo de 1958 a 1959; segundo teniente del Ejército de EE. UU., en el laboratorio de Investigación Balística, 1959–60. Geofísico, jefe de la sección de geofísica, laboratorio Poulter del SRI International, 1962-67. Fue contratado y trabajó para Thomas Poulter. Fue profesor asociado de Geofísica en Caltech, 1967-76; profesor desde 1976-2004; profesor de Ciencias de la Tierra de la Fundación W. M. Keck, 1996-2001; profesor Jones, 2004–05 y profesor emérito Jones, 2005-2010.
Conocido por su estudio de los planetas terrestres y los procesos de impacto en las superficies planetarias. Ahrens murió el 24 de noviembre de 2010, a la edad de 74 años.